# 布拉斯韋爾 (密蘇里州)
布拉斯韋爾（英語：Braswell）是位於美國密蘇里州俄勒岡縣的非建制地區。

## 歷史
布拉斯韋爾的郵局於1894年設立，其後於1915年停運。

## 地理
布拉斯韋爾所處的海拔為高於海平面296米（即971英呎），而該地所採用的時區為UTC-6，即北美中部時區（CST）。同時該地設有夏令時間，為UTC-6調快一小時，即UTC-5（CDT）。